# Quentin Grimes
Quentin Marshall Grimes (Houston, Texas, 8 de mayo de 2000) es un jugador de baloncesto estadounidense que pertenece a la plantilla de los Philadelphia 76ers de la NBA. Con 1,93 metros de estatura, juega en la posición de escolta.

## Trayectoria deportiva

### Universidad
Jugó una temporada con los Jayhawks de la Universidad de Kansas, en la que promedió 8,4 puntos, 2,5 rebotes y 2,0 asistencias por partido. Al término de la temporada se declaró elegible para el Draft de la NBA, pero posteriormente decidió renunciar antes de la fecha límite y ser transferido a la Universidad de Houston.
Con los Cougars jugó dos temporadas más, en las que promedió 15,0 puntos, 4,7 rebotes, 2,3 asistencias y 1,1 robos de balón por partido. En su año júnior llevó a su equipo a la Final Four del Torneo de la NCAA, y compartió el galardón de Jugador del Año de la American Athletic Conference con Tyson Etienne. Fue además incluido en tercer equipo All-American por Associated Press, la USBWA, la NABC y Sporting News.
El 9 de abril de 2021, Grimes se declaró nuevamente elegible para el draft de la NBA, renunciando a su elegibilidad universitaria restante.

#### Estadísticas
| Año     | Equipo  | PJ | PT | MPP  | %TC  | %3P  | %TL  | RPP | APP | ROB | TPP | PPP  |
| ------- | ------- | -- | -- | ---- | ---- | ---- | ---- | --- | --- | --- | --- | ---- |
| 2018–19 | Kansas  | 36 | 36 | 27.4 | .384 | .340 | .603 | 2.5 | 2.0 | .6  | .2  | 8.4  |
| 2019–20 | Houston | 30 | 21 | 27.9 | .443 | .326 | .660 | 3.7 | 2.6 | .8  | .2  | 12.1 |
| 2020–21 | Houston | 30 | 30 | 32.8 | .406 | .403 | .788 | 5.7 | 2.0 | 1.4 | .3  | 17.8 |
| Total   | Total   | 96 | 87 | 29.3 | .411 | .366 | .701 | 3.9 | 2.2 | .9  | .2  | 12.5 |

### Profesional
Fue elegido en la vigesimioquinta posición del Draft de la NBA de 2021 por Los Angeles Clippers, pero fue posteriormente traspasado a los New York Knicks, equipo con el que firmó contrato el 6 de agosto.
Durante su tercera temporada en Nueva York, el 8 de febrero de 2024, es traspasado junto a Malachi Flynn, Evan Fournier y Ryan Arcidiacono a Detroit Pistons, a cambio de Alec Burks y Bojan Bogdanović.
El 28 de junio de 2024 es traspasado a Dallas Mavericks, a cambio de Tim Hardaway Jr..
El 4 de febrero de 2025 es traspasado a los Philadelphia 76ers a cambio de Caleb Martin. El 1 de marzo anota 44 puntos ante Golden State Warriors. El 17 de marzo consigue la mejor anotación de su carrera con 46 puntos ante Houston Rockets.

## Estadísticas de su carrera en la NBA

### Temporada regular
| Año     | Equipo       | PJ  | PT  | MPP  | %TC  | %3P  | %TL  | RPP | APP | ROB | TPP | PPP  |
| ------- | ------------ | --- | --- | ---- | ---- | ---- | ---- | --- | --- | --- | --- | ---- |
| 2021-22 | New York     | 46  | 6   | 17.1 | .404 | .381 | .684 | 2.0 | 1.0 | .7  | .2  | 6.0  |
| 2022-23 | New York     | 71  | 66  | 29.9 | .468 | .386 | .796 | 3.2 | 2.1 | .7  | .4  | 11.3 |
| 2023-24 | New York     | 45  | 18  | 20.2 | .395 | .363 | .706 | 2.0 | 1.2 | .7  | .1  | 7.3  |
| 2023-24 | Detroit      | 6   | 0   | 19.2 | .214 | .143 | .909 | 2.0 | 2.3 | .8  | .7  | 5.3  |
| 2024-25 | Dallas       | 47  | 12  | 22.8 | .463 | .398 | .765 | 3.8 | 2.1 | .7  | .2  | 10.2 |
| 2024-25 | Philadelphia | 28  | 25  | 33.7 | .469 | .373 | .752 | 5.2 | 4.5 | 1.5 | .4  | 21.9 |
| Total   | Total        | 243 | 127 | 24.5 | .444 | .375 | .763 | 3.1 | 2.0 | .8  | .3  | 10.4 |

### Playoffs
| Año   | Equipo   | PJ | PT | MPP  | %TC  | %3P  | %TL  | RPP | APP | ROB | TPP | PPP |
| ----- | -------- | -- | -- | ---- | ---- | ---- | ---- | --- | --- | --- | --- | --- |
| 2023  | New York | 9  | 6  | 26.9 | .304 | .243 | .818 | 2.8 | 1.4 | 1.0 | .6  | 5.1 |
| Total | Total    | 9  | 6  | 26.9 | .304 | .243 | .818 | 2.8 | 1.4 | 1.0 | .6  | 5.1 |